# Mirela Furtună
Mirela Furtună (n. 15 noiembrie 1980, Nufăru, România) este un deputat român, ales în 2016.